# 中谷貞頼
中谷 貞頼（なかたに さだより、1887年2月8日 - 1954年11月21日）は、日本の実業家、映画製作者、弁護士、政治家である。大正から昭和初年にかけて衆議院議員であり、日本活動写真（日活）の専務取締役、代表取締役社長として映画を製作した。衆議院議員の中谷元は孫。

## 来歴・人物
1887年（明治20年）、茨城県真壁郡下妻町（現・下妻市）に元下妻藩士・中ノ内昌為の四男として生まれる。
1901年（明治34年）母の兄弟であった、もと土佐藩士で大審院判事や樺太地方裁判所長などを務めた中谷速水の養子となった。
1913年（大正2年）東京帝国大学法学部法律学科（独法）を卒業した。三井物産に入社して香港支店勤務となるが辞職して台湾に移り、弁護士を開業。その後高等試験に合格し、1929年（昭和4年）内務省に入省し、広島県警察部保安課長、西神田警察署長、相生警察署長、警視廳外事課長を歴任。
明治漁業取締役、露領水産組合副会長を務め、1907年（明治40年）に締結された日露漁業協約の1918年（大正7年）の改定に向けての会議では、漁業者代表最高顧問としてロシア・モスクワへ派遣された。
1912年（大正元年）9月10日に設立された映画会社・日本活動写真（日活）の取締役に就任する。
43歳になる1920年（大正9年）5月10日、高知県の選挙区で憲政会から衆議院議員に立候補するも落選、1924年（大正13年）5月10日の同選挙で当選した。1928年（昭和3年）2月20日の衆議院議員選挙からは立憲政友会から立候補し、当選している。同一選挙区に浜口雄幸がいた。以降、1936年（昭和11年）2月20日の選挙で落選するまで、連続4期でつとめた。
1932年（昭和7年）8月、当時日活の専務取締役だった中谷は、日活太秦撮影所の名物所長・池永浩久を初めとする約200名を解雇、自らが同撮影所長を兼務した。1934年（昭和9年）に日活社長に就任。東京都調布市多摩川の日本映画株式会社撮影所を買収、「日活多摩川撮影所」とし、現代劇部を京都から移転した。当初、中谷が所長を兼務したが、のちに根岸寛一に交代した。
また同年、日活京都撮影所製作部長だった永田雅一が中谷と衝突し、永田は日活を退社る、第一映画を設立している。第一映画社の創業にあたり、俳優や映画館主の引き止めなどで混乱が生じた。中谷は騒動の責任を取って、のちに日活社長を辞任している。以後の日活はライバルの松竹と東宝の争覇上に置かれる、隷属会社的存在となる。
1954年（昭和29年）、68歳で死去。

## おもなフィルモグラフィ
- 『忠臣蔵 刃傷篇 復讐篇』、監督伊藤大輔、原作・脚本伊丹万作、日活京都撮影所、1934年5月17日、有楽町・日本劇場 - 総指揮

## 家族
- 川端清子（前妻）：川淵龍起の三女[7]
- 中谷春枝（後妻）：小倉重璋の娘。
- 浅井和子（長女）：弁護士・駐ガーナ特命全権大使。
- 中谷健（長男）：大旺建設会長・高知さんさんテレビ会長。
- 中谷仁（次男）：丸中木材代表取締役社長。
- 中谷あゆみ（仁の次男の長女）：ミスセブンティーンファイナリスト・準ミス恵泉女学園。
- 中谷明（三男）：大旺建設会長。
- 中谷元（健の三男）：防衛庁長官（67代）、防衛大臣（14代・26代・27代）。

## 関連事項
- 大旺建設